# سمفونی سرزمین‌های طلسم‌شده
سفونی سرزمین‌های طلسم‌شده (به انگلیسی: Symphony of Enchanted Lands) دومین آلبوم استودیویی گروه سمفونیک پاور متال ایتالیایی راپسودی (بعدتر راپسودی آو فایر) است که در ۵ اکتبر ۱۹۹۸ توسط شرکت ضبط موسیقی آلمانی لیمب میوزیک و با طرح جلدی از اریک فیلیپ منتشر شد. این آلبوم همچنین دومین فصل از ساگای پنج‌قسمتی «حماسهٔ شمشیر زمردین» را روایت می‌کند.

## فهرست آهنگ‌ها
تمامی ترانه‌های این آلبوم را لوکا توریلی نوشته‌است و آهنگسازی آن را لوکا توریلی و آلکس استاروپولی انجام داده‌اند. استاروپولی در عین حال کار تنظیم ارکستر را نیز برعهده داشته‌است.
| شماره ترک | عنوان | مدت‌زمان |
| --------- | --- | ------- |
| ۱         | Epicus Furor | ۱:۱۴    |
| ۲         | Emerald Sword | ۴:۲۱    |
| ۳         | Wisdom of the Kings | ۴:۲۸    |
| ۴         | Heroes of the Lost Valley I. Entering the Waterfalls' Realm II. The Dragon's Pride                                     | ۲:۰۴    |
| ۵         | Eternal Glory | ۷:۲۹    |
| ۶         | Beyond the Gates of Infinity                                                                                           | ۷:۲۳    |
| ۷         | Wings of Destiny | ۴:۲۸    |
| ۸         | The Dark Tower of Abyss                                                                                                | ۶:۴۶    |
| ۹         | Riding the Winds of Eternity                                                                                           | ۴:۱۳    |
| ۱۰        | Symphony of Enchanted Lands I. Tharos' Last Flight II. The Hymn of The Warrior III. Rex Tremende IV. The Immortal Fire | ۱۳:۱۶   |

## اعضا
اعضای گروه راپسودی در این آلبوم عبارتند از:
- فابیو لیونه – خواننده
- لوکا توریلی - گیتار الکتریک و گیتار آکوستیک
- الساندرو لوتا - گیتار بیس
- آلکس استاروپولی - کیبورد، هارپسیکورد و پیانو
- دانیله کربونرا - درام

## نوازندگان مهمان
نوازندگان و خوانندگان مهمان در این آلبوم عبارتند از:
- آندریاس لامکن – رهبر ارکستر
- سر جی لنسفورد – راوی
- کنستانز باکس – همخوان زن باروک در ترانهٔ سمفونی سرزمین‌های طلسم‌شده
- مانوئل استاروپولی - ریکوردر و اوبوای باروک
- ساشا پیت – گیتار آکوستیک، ماندولین، بالالایکا
- اشتفان هورتز – هارپسیکورد
- سورن لئوپولد – لوت
- آندره نایگنفیند – کنترباس
- ماتیاس برومان – ویلن اول
- آلموت شلیکر، فردریک بوئر، استفانی هولک، اولریک ویلدنهوف - ویلن
- کلاس هاردس – ویول (ویولا دا گامبا)
- کوسیما برگک، یان لارسن، ماری ترز اشترومپف – ویولا